# Identità di genere
L'identità di genere è il senso di appartenenza di una persona a un genere (maschile, femminile, non binario), con cui detta persona si identifica.
L'identità di genere viene utilizzata dalla psicologia e dalla sociologia, e si è sviluppata negli Stati Uniti d'America a partire dagli anni sessanta con lo psicanalista Robert Stoller. L'identità di genere non deriva necessariamente da quella biologica della persona e non riguarda l'orientamento sessuale. L'identità di genere può essere correlata al sesso assegnato alla nascita o può differire da esso. Una persona che presenta un'identità di genere diversa dal sesso alla nascita è definita transgender, mentre se c'è corrispondenza tra identità di genere e sesso alla nascita è definita cisgender. Tutte le società hanno una serie di categorie di genere che possono servire come base per la formazione dell'identità sociale di una persona in relazione agli altri membri della società.
Non si è giunti a una piena comprensione dello sviluppo dell'identità di genere nell'individuo. Sono stati suggeriti diversi fattori, biologici e sociali, che potrebbero avere un ruolo nella sua formazione. I fattori biologici che possono influenzare l'identità di genere includono i livelli ormonali sia in fase prenatale che successivamente, e la loro regolazione da un punto di vista genetico. I fattori sociali che possono influenzare l'identità di genere includono le informazioni relative al genere portate da famiglia, mass media e le altre istituzioni. Non si è definita con precisione l'età entro la quale l'identità di genere sia definitivamente formata e risulta molto variabile anche l'età in cui potrebbero sorgere eventuali disagi legati all'identità di genere.

## Principali tipi di identità transgender
In caso di non corrispondenza tra identità di genere e sesso alla nascita, si distinguono le seguenti casistiche:
- Agender: persona che non si attribuisce e/o non percepisce un’identità di genere.
- Intersex (o Bigender): persona non identificabile (esteticamente) né come uomo né come donna, presentando un’identità di genere che risulta un mix tra i due, oppure neutra.
- Female to Male (FtM): persona che è in transizione da donna a uomo, modificando il suo aspetto in modo da mostrarsi come qualcuno appartenente al sesso opposto (maschio).
- Male to Female (MtF): persona che è in transizione da uomo a donna, modificando il suo aspetto in modo da mostrarsi come qualcuno appartenente al sesso opposto (femmina).

## "Identità di genere" in relazione a "ruolo" e "sesso"

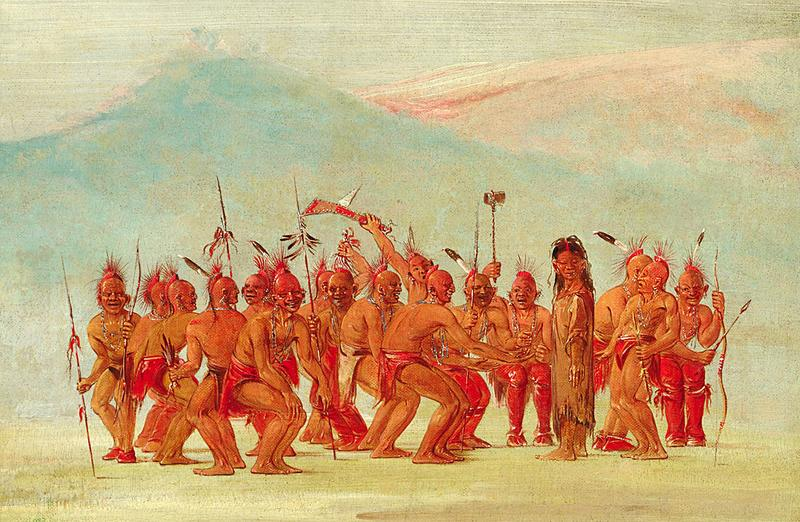
Disegno di una danza cerimoniale in onore di una persona "due spiriti"

Nella maggioranza della popolazione l'identità, il ruolo di genere e il sesso biologico corrispondono (persone "cisgender"). Ad esempio, una/un donna/uomo cisgender:
- ha i caratteri sessuali femminili/maschili (sesso)
- si percepisce in modo emotivo e subconscio come donna o uomo (identità di genere)
- viene percepita/o dalla società come donna, uomo o altro (ruolo di genere)

L'identità di genere è il modo in cui un individuo percepisce il proprio genere.

### Sesso
Prima del XX secolo, il sesso di una persona era determinato esclusivamente dall'apparenza dei genitali. In seguito, con la scoperta del DNA e dei cromosomi, ci si basò su questi per meglio determinare il sesso: era femmina chi aveva genitali considerati femminili e due cromosomi XX, mentre era maschio chi possedeva genitali considerati maschili insieme ad un cromosoma X e uno Y. Tuttavia alcuni individui hanno combinazioni di cromosomi, ormoni e genitali che non seguono le definizioni tradizionali di "uomo" e "donna", mentre tra un individuo e l'altro i genitali possono variare nelle forme o in alcuni casi presentarsi più di un tipo di genitali o genitali difficili da classificare. Anche gli attributi corporei correlati al sesso di una persona (forma del corpo, peli del viso, timbro della voce ecc.) non sempre corrispondono con quelli attribuiti al loro sesso basato sui genitali.
Ricerche recenti suggeriscono che circa il 2% delle nascite presenta caratteristiche più o meno divergenti da quelle assolutamente maschili o femminili, ma la percentuale di casi che ricevono una chirurgia "correttiva" è stimata intorno a 0,1-0,2%. Nel caso delle persone transgender le espressioni relative al genere differiscono dai canoni tradizionali, in relazione al sesso cromosomico o basato sui genitali.

#### La non coincidenza tra sesso e identità di genere
Il caso che permette di comprendere più facilmente come sia necessario distinguere fra sesso e identità di genere è quello in cui vengano rimossi i genitali esterni: quando questo avviene, o per un incidente o intenzionalmente, la libido e la capacità di esprimersi nell'attività sessuale cambiano, ma l'identità di genere può restare invariata. Uno di questi casi è quello di David Reimer, riportato nel libro As Nature Made Him di John Colapinto: nel libro viene mostrata la persistenza di un'identità di genere maschile e la tenace aderenza al ruolo di genere maschile, in una persona che ha perso il pene subito poco dopo la nascita, per via di una circoncisione sbagliata, nonostante, per "rimediare" al danno, il soggetto fosse stato riassegnato costruendo chirurgicamente i genitali femminili. Anche in casi di persone intersessuate "corrette" alla nascita si riscontrano situazioni simili. In vari casi, l'identità di genere di una persona può contrastare fortemente con la sua apparenza esteriore maschile o femminile: l'identità di genere va quindi oltre il sesso dell'individuo dedotto dall'esame dei genitali esterni e (in età adulta) dai caratteri sessuali secondari.

### Ruolo
Il termine tuttavia può essere usato anche per riferirsi al genere che comunemente viene attribuito all'individuo, in base alle caratteristiche considerate tipiche del suo ruolo di genere (vestiti, stile dei capelli, modo di parlare e di esprimersi, atteggiamenti ecc.).
Il ruolo di genere riguarda dunque un insieme di elementi che suggeriscono esteriormente, quindi agli altri, la categorizzazione sessuale di un individuo. Gli aspetti che vengono associati ad un genere piuttosto che l'altro variano sensibilmente a seconda della società, del periodo storico e del contesto culturale in cui vive una determinata persona: in alcune società la categorizzazione è particolarmente rigida e polarizzata, mentre la determinazione del sesso è basata esclusivamente sugli organi genitali e attributi secondari esteriori, per cui il ruolo di genere riguarda anche quel tipo di attività e modi di esprimersi che vengono ritenuti opportuni e appropriati a seconda degli organi genitali esterni degli individui (di conseguenza, se queste attività e modi di esprimersi non sono ritenuti corrispondenti ai genitali dell'individuo, vengono ritenuti inopportuni e inappropriati e possono verificarsi diversi tipi di reazioni).

#### Esempi di categorizzazione degli individui
Anche la lingua e la tradizione in molte società prevedono una categorizzazione degli individui o come maschi o come femmine, ma non è così ovunque. Alcuni esempi:
- Nella cultura del subcontinente indiano, le persone chiamate hijra in genere non vengono considerate né uomini, né donne e hanno un ruolo di genere differente. Nella maggior parte dei casi si tratta di individui biologicamente maschi o intersessuali, ma sono presenti anche individui biologicamente femmina.
- Società nella storia in cui gli eunuchi avevano dei ruoli prestabiliti.
- Fra i nativi americani, esistono categorie di genere multiple e alcune persone vengono chiamate "due spiriti".
- In alcune società polinesiane, le persone chiamate fa'afafine vengono considerate un "terzo sesso" accanto al genere maschile e quello femminile. Sono biologicamente maschi, ma si vestono e si comportano in un modo considerato tipicamente femminile. Secondo Tamasailau Sua'ali'i,[13] almeno a Samoa, sono spesso fisiologicamente incapaci di riprodursi; inoltre queste persone non vengono discriminate e neanche trattate con condiscendenza, infatti vengono ritenute appartenenti ad un genere sessuale naturale.

## Problemi psicologici e sociali di discordanza col sesso biologico
Esistono persone nelle quali l'identità di genere e sesso biologico non corrispondono (le persone transgender, transessuali e diversi individui intersessuali): questa discordanza provoca una serie di conflitti interiori e di sofferenze e prende il nome di "disforia di genere" o viene diagnosticata come disturbo dell'identità di genere (DIG) anche se questa non è un disturbo. Oltre a queste difficoltà individuali, le persone transgender possono essere soggette a ulteriori complicazioni e sofferenze (tra cui mobbing, discriminazione, violenza) in quelle società o ambienti sociali in cui non vengono accettate e riconosciute nella loro identità, queste sono vere e proprie forme di violenza che prendono il nome di transfobia.

### Cause di discordanza
- Uno dei motivi di questa discordanza nelle persone intersessuali è che alcuni individui hanno un sesso cromosomico che non si riscontra nei loro organi genitali, per cause ormonali o anomalie cromosomiche, come la sindrome di Turner: queste persone possono apparire esteriormente di un sesso (anche diverso da quello cromosomico), ma identificarsi nell'altro.
- Le cause nel transgenderismo o transessualismo sono meno chiare: sono state oggetto di diverse speculazioni e teorie,[14] ma allo stato attuale delle ricerche, finora nessuna è stata ampiamente dimostrata.

### Riassegnazione chirurgica del sesso
Dal 1953 (in Italia dal 1982) è diventata possibile la riassegnazione chirurgica del sesso a seguito di un percorso di transizione, con la prima vaginoplastica per le donne transgender, mentre per gli uomini transgender è disponibile la falloplastica. Una persona che soffre di disforia di genere può dunque cercare queste forme di intervento medico per far coincidere il proprio sesso con la propria identità di genere. L'adeguamento del sesso non si limita, almeno in Italia alla sola operazione chirurgica, ma consiste invece in un lungo percorso di transizione, alla fine del quale, per la legge italiana, l'individuo viene riconosciuto appartenente a tutti gli effetti nel genere in cui si identifica.
Alcune persone con disforia di genere mantengono i genitali nella forma in cui son nati, ma vivono comunque un ruolo di genere che percepiscono come coerente con la propria identità di genere. Altre persone rifiutano le tradizionali identità di genere maschile o femminile.

## Formazione e sviluppo nell'individuo

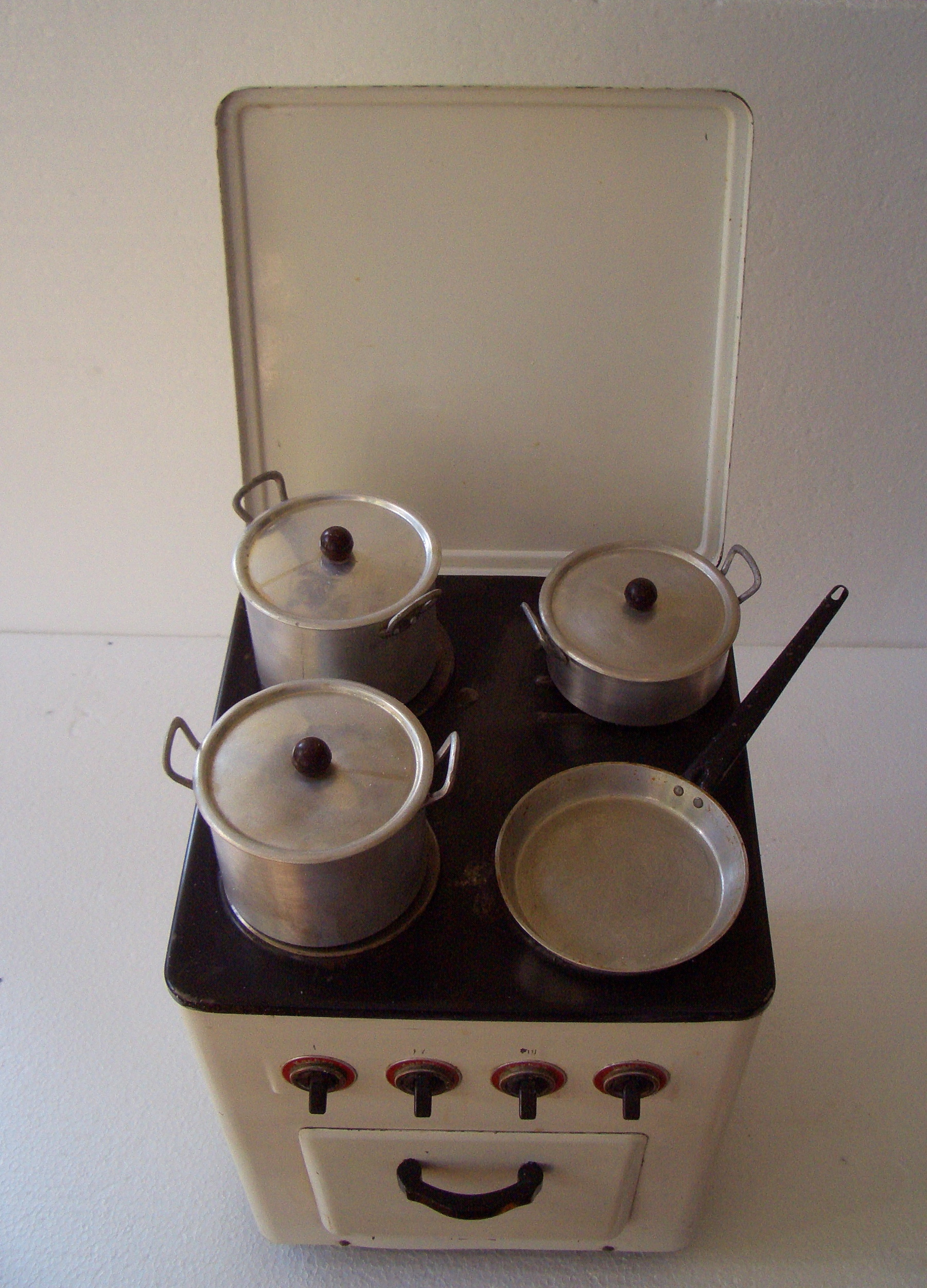
Cucina giocattolo dei primi anni 1960. Secondo alcuni ricercatori, principalmente psicologi dello sviluppo, i giochi coi genitori e i giocattoli dati ai bambini ne contribuirebbero la determinazione dell'identità o del ruolo di genere

La formazione dell'identità di genere è un complicato processo che inizia col concepimento e coi diversi fattori biologici durante la gestazione. Si sviluppa quindi durante le esperienze dei primi anni di vita sotto l'influenza dei fattori socio-culturali in cui nasce l'individuo.
Alcune ricerche indicano che l'identità di genere si consolida nella primissima infanzia e in seguito resta stabile. Queste ricerche si svolgono generalmente chiedendo a persone transessuali quando si erano rese conto, per la prima volta, che il ruolo di genere impostogli dalla società non combaciava con la loro identità di genere. Questi studi stimano che l'identità di genere si formi all'età di circa 2-3 anni.
Il processo che porta allo sviluppo di un'identità di genere è detto «socializzazione al genere» e può essere suddiviso in due fasi: modellamento dall'esterno e autosocializzazione.

### Critiche agli studi
Alcuni tuttavia contestano queste ricerche statistiche, sostenendo che soffrono di un difetto di campionamento, infatti potrebbero essere fuorvianti, se non viene interrogato anche un gruppo di controllo per verificare a che età le persone non-transessuali diventano consapevoli delle loro identità e ruoli di genere.
Una seconda critica, che viene mossa sulla validità di queste ricerche, viene dal fatto che la terapia di sostituzione ormonale e la riassegnazione chirurgica del sesso sono generalmente controllate dagli psichiatri: una delle cose che viene chiesta, per distinguere fra i "veri" individui transessuali e gli altri, è infatti proprio a quale età si sono identificati per la prima volta nell'"altro" sesso. Le persone transessuali potrebbero perciò sentire di dover dare la risposta "corretta", per avere più speranze di ottenere gli ormoni.
Patrick Califia, autore di Sex Changes and Public Sex, ha indicato che questo gruppo di persone ha una chiara consapevolezza di quali risposte dare alle domande del sondaggio, in modo da essere considerate idonee alla terapia ormonale sostitutiva e/o alla riassegnazione chirurgica
Questo tipo di critiche riguardano principalmente il metodo di indagine e le "terapie" psicologiche forzate (in contrapposizione ad una consulenza psicologica come accompagnamento al percorso di transizione), ma è ritenuta comunque una garanzia una diagnosi che confermi la capacità di intendere e volere dell'individuo, per escludere l'eventuale presenza di patologie psichiatriche fuorvianti (ed esempio schizofrenia), e della reale consapevolezza della persona.

## Origine del concetto
Durante gli anni cinquanta e sessanta, gli psicologi iniziarono a studiare lo sviluppo del genere nei bambini, in parte nel tentativo di determinare le origini dell'omosessualità (che all'epoca era ancora vista come un disturbo mentale). Nel 1958, all'UCLA Medical Center, venne avviato il "Gender Identity Research Project" (Progetto di ricerca sull'identità di genere) per lo studio sugli intersessuali e transessuali.
Lo psicoanalista Robert Stoller riportò molti dei risultati della ricerca nel suo libro Sesso e genere (1968). A lui è attribuita anche l'introduzione del termine identità di genere, durante il Congresso internazionale della psicoanalisi del 1963.
Anche lo psico-endocrinologo John Money ebbe un ruolo importante nello sviluppo delle prime teorie sull'identità di genere. Fondò nel 1965 all'interno dell'Università Johns Hopkins la "Clinica per l'Identità di Genere" per pazienti con sintomi transessuali.
Il suo lavoro alla clinica sviluppò e rese popolare la teoria interazionista, la quale implica che, dopo una certa età, l'identità di genere è relativamente fluida e soggetta a costanti aggiustamenti. Il suo libro, Uomo, donna, ragazzo, ragazza (1972) divenne un testo universitario, sebbene in seguito la sua teoria si sia rivelata scientificamente errata. Il caso più famoso studiato da Money fu quello di David Reimer.

## Sentenza della Corte Costituzionale italiana
La Corte Costituzionale nella sentenza n. 221 del 2015 ha affermato che l'ordinamento italiano riconosce "il diritto all'identità di genere quale elemento costitutivo del diritto all'identità personale, rientrante a pieno titolo nell'ambito dei diritti fondamentali della persona" garantiti dall'art. 2 della Costituzione e dall'art. 8 della Convenzione europea dei diritti umani.

## Autoidentificazione di genere
L'autoidentificazione di genere (o autodeterminazione di genere o self-id, derivato da gender self-identification o gender self-determination) è il concetto secondo cui il sesso o il genere legale di una persona è determinato dalla sua identità di genere, senza requisiti medici o giudiziari.
I sostenitori affermano che non ci sono prove che suggeriscano risultati negativi nei paesi in cui sono state implementate leggi sull’autoidentificazione. Gli oppositori del concetto credono che la sicurezza in spazi come le case rifugio per donne, gli spogliatoi e le prigioni e l’equità negli sport competitivi siano compromessi dall’autoidentificazione.
A novembre 2024, 21 paesi avevano emanato leggi che consentono l'autoidentificazione di genere senza richiedere l'approvazione giudiziaria o medica: Argentina, Belgio, Brasile, Cile, Colombia, Costa Rica, Danimarca, Ecuador, Finlandia, Germania, Islanda, Irlanda, Lussemburgo, Malta, Nuova Zelanda, Norvegia, Pakistan, Portogallo, Spagna, Svizzera e Uruguay.